# Guerreros y cautivas
 Guerreros y cautivas  es una película coproducción de Argentina, Francia y Suiza filmada en colores dirigida por Edgardo Cozarinsky sobre su propio guion basado en el cuento "Historia del guerrero y la cautiva", de Jorge Luis Borges que fue producida en 1989 y se estrenó el 10 de noviembre de 1994. Tuvo como actores a Dominique Sanda, Federico Luppi, Leslie Caron y China Zorrilla. Se exhibió fuera de concurso en el Festival Internacional de Cine de Venecia y cinco años después se estrenó pero estuvo solo una semana en cartel.

## Sinopsis
Ambientada en 1880, durante la última etapa de la Conquista del Desierto en un fuerte en la Patagonia, la esposa francesa de un coronel mantiene cautiva a una indígena para civilizarla.

## Reparto
- Dominique Sanda como Marguerite
- Federico Luppi como Coronel Garay
- Leslie Caron como Madame Yvonne
- China Zorrilla como Sargento
- Gabriela Toscano Prisionero
- Selva Alemán como La Maestra
- Duilio Marzio como Maestro Pacheco
- Carlos Merola
- Juan Palomino
- Alejandro Cutzarida
- Gabriela Otero
- Pablo García
- Jorge Sabate
- José Ivancich
- Roberto Grin
- Helba Ferreira
- Malen Bas
- Lidia Herrera
- Robero Mosquera
- Luis Coriqueo
- Aurelia Alaïs como
- Gustavo Casas
- Miguel Ángel Lumaldo
- Chiche Pérez
- Néstor Ruggieri
- Gabriela Cornelio
- Juan Carlos Lazcano
- Tulio Galantini
- Omar Bocchi
- Mayra Carlos
- Candela Galantini
- Carlos García
- Regina Kluz
- Miguel Ángel Canosa
- Rubén Ventura
- Carlos Guevara
- Antonio Herrero
- Alfredo Sellerino
- Iván Barrios
- Leandro Silva
- Daniel Jorajuria
- Luzbel Casas
- Ignacio Catriel
- Mónica Monsilla
- Graciela Mansilla
- María Inés Galantini
- Rodolfo Navarro
- Néstor Caullan
- Carlos Casalla como Músico
- Adrián Linares como Músico
- Hugo Donamaría como Músico
- Carlos Díaz como Músico
- Belisario Leone como Músico
- Carlos Gómez como Músico
- Walter Otero como Músico
- José María Marinao como Músico
- Juan Carlos Caballero como Músico
- Jorge Feci como Músico
- Ernesto Andrés como Músico
- Hugo Fuse como Músico

## Nominaciones
Asociación de Cronistas Cinematográficos de la Argentina 1995
- Seleccionada como candidata al Premio a  la Mejor Actriz de Reparto:

China Zorrilla 
- Seleccionado como candidato al Mejor Guion Adaptado: Edgardo Cozarinsky
- Seleccionado como candidato a la Mejor Escenografía: Miguel Ángel Lumaldo

## Comentarios
Cozarinsky declaró durante el rodaje en Página 12:

«Estoy haciendo un film lírico e ingenuo, me gustaría obtener –y creo estoy haciéndolo- una especie de estética de revista Billiken, entre el arrebato sangriento y la lámina escolar.»

Cahiers du Cinema escribió:

«Resulta un fresco épico.»

Adolfo C. Martínez en La Nación opinó:

«Prolijo en el aspecto visual., Cozarinsky no alcanzó a otorgar a su anécdota el carácter de epopeya. Apenas plasmó un desteñido cuadro realista que carece de sustento emotivo.»

Manrupe y Portela escriben:

«Aburrida resolución de un asunto interesante, firlmado en el sur de Argentina.»